# Kasta-2E
Kasta-2E (ros. Каста-2Е, GRAU 39Н6, 39Н6Е, w kodzie NATO Flat Face E, Casta 2E) –  rosyjski trójwspółrzędny radar pracujący w zakresie fal decymetrowych, przeznaczony do obserwacji okrężnej lub sektorowej przestrzeni powietrznej na potrzeby jej kontroli na rzecz obrony powietrznej lub kontroli ruchu powietrznego. Pozwala na śledzenie samolotów, śmigłowców, bezzałogowych statków powietrznych i rakiet manewrujących, w tym lecących na niskich i skrajnie niskich wysokościach. Wykrywa cele wykonane przy użyciu technologii stealth, a także na powierzchni wody.

## Historia
Prace nad nowym radarem rozpoczęto jeszcze w czasach ZSRR, w Ogólnorosyjskim Instytucie Badań Naukowych Inżynierii Radiowej (ros. Всероссийский научно-исследовательский институт радиотехники, ВНИИРТ). Pierwsza wersja radaru powstała w 1989 r. Prototyp zmodernizowanej wersji, oznaczonej jako Kаsта-2Е2, zaprezentowano w 2005 roku podczas Międzynarodowego Salonu Lotniczo-Kosmicznego. Nowa konstrukcja produkowana jest również na eksport.
Radar jest przeznaczony do kontroli przestrzeni powietrznej, wyznaczania współrzędnych i identyfikacji celów powietrznych, w tym również tych poruszających się na bardzo małych wysokościach, określania ich trasy lotu oraz przekazywania danych do systemów kontroli obrony powietrznej, sił powietrznych i wojskowej obrony powietrznej. Jednocześnie dane mogą być przekazywane do dwóch dodatkowych odbiorców (do jednego za pośrednictwem kanałów radiowych lub linii kablowej a do drugiego poprzez interfejs cyfrowo-analogowy).

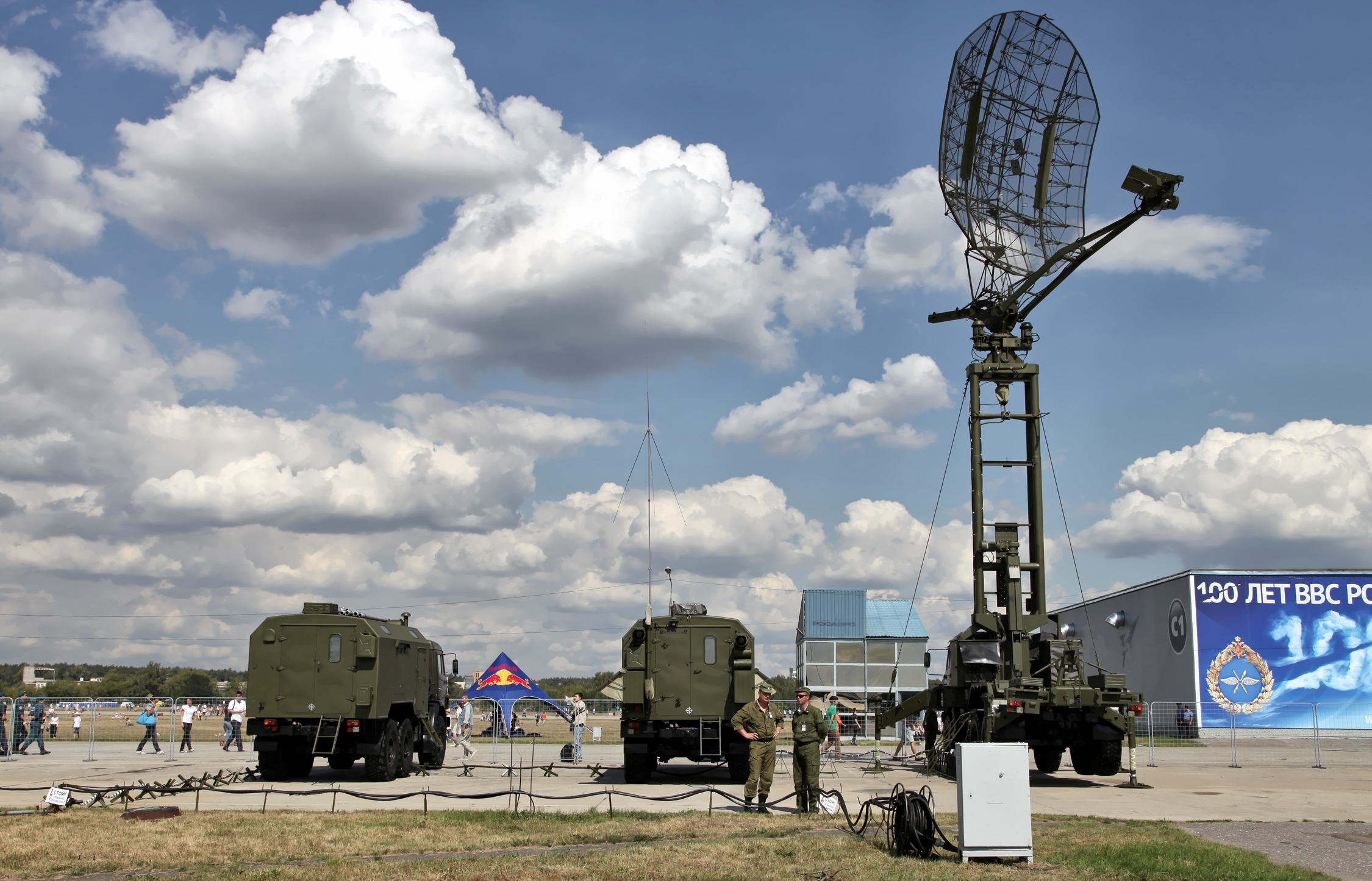
Pojazdy systemu radarowego Kasta-2E

Radar może śledzić do 50 obiektów na odległość do 150 km. Wykorzystując standardową antenę na maszcie o wysokości 14 metrów, radar wykrywa cele o małej powierzchni skutecznego odbicia w odległości 30 kilometrów. Z wykorzystaniem anteny o wysokości 52 metrów radar może śledzić cele w odległości 44 kilometrów. Obiekty poruszające się powyżej wysokości 1000 metrów widoczne są z odległości 95 kilometrów.

## System radarowy
W skład systemu wchodzą trzy pojazdy KamAZ-4310. Na jednym z nich znajduje się zestaw antenowy, drugi przewozi dwuosobowe stanowisko kontroli, na trzecim jest zamontowany generator energii elektrycznej. Pojazd ze stanowiskiem kontroli można umieścić w odległości do 300 metrów od pojazdu antenowego. Na przyczepie przewożone jest wyposażenie służące połączeniu zestawu w całość.

## Służba
Obecność radaru stwierdzono w 2014 r. na Półwyspie Krymskim zajętym przez oddziały armii rosyjskiej. W 2020 r. radar został użyty przez oddziały rosyjskie stacjonujące na terenie Syrii. Jego obecność stwierdzono na lotnisku w Dajr az-Zaur Radar był wykorzystany także podczas pełnoskalowej napaści Rosji na Ukrainę. 13 lutego 2024 r. jednostka ukraińskiego GUR zniszczyła system radarowy Kasta-2E2, który monitorował przestrzeń powietrzną w obwodach charkowskim i sumskim w Ukrainie oraz w obwodach biełgorodzkim, kurskim i woroneskim Federacji Rosyjskiej.